# Soham (Mantra)
So’ham (skt. सोऽहम् so’ham »er ist ich«) ist ein hinduistisches Mantra, das in mehreren Upanishaden erwähnt wird. Es  spielt auch im Yoga und im Tantra eine Rolle. So’ham besteht aus den beiden Sanskritpronomen सः saḥ »er« und अहम् aham »ich«, das im Sandhi die Form so’ham annimmt. Die Bedeutung ist »Er ist ich« bzw. »Ich bin Er« und symbolisiert dadurch die Einheit der Individualseele (jiva) mit dem Absoluten.

## Deutung
Die mystische Deutung sagt, dass jedes Lebewesen dieses Ajapa-Mantra unwillkürlich durch das Atmen rezitiert, dabei steht sa für das Einatmen und ham für das Ausatmen. In umgekehrter Wortfolge ergibt sich das Sanskritwort hamsa »Gans, Schwan«, was in der hinduistischen Symbolik das Selbst symbolisiert und auch für den Lebensatem, Prana, steht. So erklärt die Dhyanabindu Upanishad, die sich auch mit der heiligen Silbe Om beschäftigt: »Die Seele (jiva) tritt mit der Silbe ha aus und mit der Silbe sa ein. So wird gesagt, dass sie beständig das Mantra hamsa ausspricht.«